# 奧運有團伙
《奧運有團伙》是香港電視娛樂配合2020年東京奧運而製作的一系列特備節目，在2021年7月至9月期間於ViuTV播映。

## 奧運賽事
| 節目名稱                                            | 播映日期                 | 播映時間     | 主持                                                    | 備註                   |
| 《奧運有得揀》 Most Wanted Olympic Games            | 7月23日 （星期五）       | 18:00－22:50 | 馬啟仁、強尼、陳安立、陳嘉倩、沈殷怡                    | 現場直播開幕禮         |
| 《奧運有得揀》 Most Wanted Olympic Games            | 7月24日－8月7日 （每天） | 18:30－22:00 | 馬啟仁、強尼、陳安立、陳嘉倩、沈殷怡                    | 現場直播賽事           |
| 《奧運有得揀》 Most Wanted Olympic Games            | 8月8日 （星期日）        | 18:30－21:30 | 馬啟仁、強尼、陳安立、陳嘉倩、沈殷怡                    | 現場直播閉幕禮         |
| 《東奧2020 - 午間直擊》 Tokyo 2020 - Afternoon Live | 7月24日－8月7日 （每天） | 16:00－18:00 | 轉播now TV現場直播賽事                                  | 轉播now TV現場直播賽事 |
| 《東奧2020 - 午間直擊》 Tokyo 2020 - Afternoon Live | 8月8日 （星期日）        | 12:30－15:00 | 轉播now TV現場直播賽事                                  | 轉播now TV現場直播賽事 |
| 《奧運有團伙精彩一夜》 Olympic Top 10 Moments       | 7月24日－8月8日 （每天） | 23:30－00:00 | 廠景主持：馬啟仁、ERROR、陳海寧 外景主持：蔡寶欣、Homan | 重播當日賽事精華       |

## 殘奧賽事
| 節目名稱                                         | 播映日期                 | 播映時間     | 主持                     | 備註                     |
| 《東京 2020 殘奧會》 Tokyo 2020 Paralympic Games | 8月26日－9月7日 （每天） | 00:00－00:30 | 轉播now TV前一日賽事精華 | 轉播now TV前一日賽事精華 |

## 夏日有團伙
| 節目名稱                                          | 播映日期                | 播映時間     | 主持                   | 演出                                                 | 備註                                                                                                  |
| 《擊戰一場》 Battle of the Throne On Fire         | 2021年7月17日（星期六） | 21:30－23:30 | 李健宏、江𤒹生、余逸思 | 《擊戰》女鼓手、Dear Jane、 ONE PROMISE、Kolor、陳蕾 | 《擊戰》班底 於2021年12月25日00:30－02:30、 2022年7月1日14:00－16:00、 及2023年7月2日01:45－03:45重播 |
| 《力圖打排球》 Littles Volleyball Games in Summer | 2021年9月4日（星期六）  | 20:30－22:00 | 駱振偉、陳安立、余逸思 | 鄧麗欣、陳宇琛、MIRROR、ERROR                        | 《男排女將》班底 於2022年2月3日14:30－16:00重播                                                       |
| 《水著考有Feel》 Water Battle Feel                | 2021年9月11日（星期六） | 20:30－22:00 | 阮小儀、黃奕晨、呂爵安 | MIRROR、ERROR                                        | 《考有Feel》班底 於2021年12月26日00:15－01:45重播                                                     |

## 其他節目
| 節目名稱                                                                   | 播映日期                          | 播映時間     | 主持                                           | 備註                               |
| 《運動有團伙》 An Athlete Team                                             | 7月3日－7月17日 （逢星期六）      | 不固定       | 鄧家禮、鄧伊程                                 |                                    |
| 《囝囝女女730》： 《東京一起動》環節 Youngster Show Time - Olympic Special | 6月28日－7月22日 （逢星期一至五） | 19:30－19:40 | 廠景主持：黃奕晨、陳安立 外景主持：芷欣、Homan | 在宣傳資料上稱為《仔仔囡囡奧運版》 |

## 收視
| 節目                    | 集數   | 播映日期                     | 電視直播收視 | 備註  |
| 《運動有團伙》          | 第1集  | 2021年7月3日                 | 2.4點        | [ 3 ] |
| 《夏日有團伙 擊戰一場》 | 不適用 | 2021年7月17日                | 1.7點        | [ 4 ] |
| 《奧運有得揀》          | 不適用 | 2021年7月23日                | 5.3點        | [ 5 ] |
| 《奧運有得揀》          | 不適用 | 2021年7月24日                | 4.1點        | [ 5 ] |
| 《奧運有得揀》          | 不適用 | 2021年7月25日                | 3.1點        | [ 5 ] |
| 《奧運有得揀》          | 不適用 | 2021年7月26日－2021年7月30日 | 4.7點        | [ 6 ] |
| 《奧運有得揀》          | 不適用 | 2021年7月31日                | 5.4點        | [ 6 ] |
| 《奧運有得揀》          | 不適用 | 2021年8月1日                 | 4.2點        | [ 6 ] |
| 《奧運有得揀》          | 不適用 | 2021年8月2日－2021年8月6日   | 3.6點        | [ 7 ] |
| 《奧運有得揀》          | 不適用 | 2021年8月7日                 | 3.3點        | [ 7 ] |
| 《奧運有得揀》          | 不適用 | 2021年8月8日                 | 5.2點        | [ 7 ] |
| 《力圖打排球》          | 不適用 | 2021年9月4日                 | 5.1點        | [ 8 ] |
| 《水著考有Feel》        | 不適用 | 2021年9月11日                | 3.6點        | [ 9 ] |

## 備註
1. ↑  原定22:30完結，之後因為直播超時，延遲至22:50完結。
2. ↑  因為直播超時，7月24日、25日及8月4日延遲至22:15完結；7月29日延遲至23:10完結；7月30日延遲至22:05完結；7月31日延遲至23:15完結；8月1日延遲至22:20完結；8月3日延遲至22:10完結。
因為直播香港代表有份參與的比賽，7月26日、28日及30日提早至18:15開始。
因為《東奧2020 - 午間直擊》直播超時，7月31日延遲至18:50開始。
3. ↑  因為直播超時，7月31日延遲至18:30完結。
4. ↑  7月24日、25日及8月3日延遲至23:40－00:10播出；7月29日延遲至翌日00:40－01:10播出；7月30日延遲至23:35－00:05播出；7月31日延遲至翌日00:45－01:15播出；8月1日延遲至23:50－00:20播出；8月4日延遲至23:45－00:15播出。
5. ↑  9月5日延遲至00:15－00:45播出。
6. ↑  節目由「Katch」冠名贊助。
7. ↑  ViuTV最初向傳媒宣傳該節目時指於前一星期即8月28日（星期六）播出。
8. ↑  節目由「The Club」冠名贊助。
9. ↑  ViuTV最初向傳媒宣傳該節目時指於萬一星期即9月4日（星期六）播出。
10. ↑  播映時間為7月3日22:45－23:15、7月10日23:00－23:30、7月17日23:30－00:00。

## 外部連結
- ViuTV：2020東京奧運 節目重溫 （页面存档备份，存于）
- ViuTV：奧運播放時間表 （页面存档备份，存于）